# Штройер, Бенни
Бенни Штройер (нидерл. Bennie Streuer; род. 16 апреля 1984, Ассен, Нидерланды) — нидерландский мотогонщик, чемпион мира по шоссейно-кольцевым гонкам в классе мотоциклов с колясками 2015 года, 3-кратный чемпион Нидерландов (2010—2012), чемпион Германии 2016 года. Сын Эгберта Штройера, трёхкратного чемпиона мира по мотогонкам с коляской (1984, 1985, 1986). Штройеры — единственная в данном классе династия, два поколения которой сумели завоевать мировой титул.

## Спортивная карьера
Бенни Штройер дебютировал в гонках на мотоциклах с колясками в 2007 году. В дуэте с пассажиром Микелем Лухтмайером он занял 6-е место в чемпионате Нидерландов. Годом позже место пассажира занял Кеес Эндевельд; напарники стартовали как в Чемпионате Нидерландов, так и в Чемпионате Германии; в первом из них они впервые поднялись на подиум.
В 2009 году Штройер одержал первую победу в Чемпионате Нидерландов и дебютировал в Чемпионате мира (лучшее место на финише — 11-е), а в 2010-м Штройер и Эндевальд стали чемпионами Нидерландов по гонкам на мотоциклах с колясками. Этот успех Штройер повторял ещё дважды подряд — в 2011-м и 2012-м.
В 2014 году Штройер впервые поднялся на подиум в Чемпионате мира (с пассажиром Геертом Коэртсом они заняли 2-е место в первой гонке в Хорватии). Несмотря на то, что Штройер и Коэртс регулярно занимали высокие места, а чемпионат 2014 года завершили четвёртыми, они не входили в пул претендентов на титул. Тем не менее, 2015-й год волей случая стал для напарников невероятно успешным. Во всех десяти гонках сезона Штройер и Коэртс финишировали не ниже 4-й позиции, причём в 8 гонках — на подиуме. Основными претендентами на титул считались пятикратный чемпион серии Тим Ривз, четырёхкратный чемпион Пекка Пяйвяринта и чемпион 2009 года Бен Бёрчелл. Но в первой же гонке сезона Ривз столкнулся с Бёрчеллом; это спровоцировало скандал, в результате которого Бёрчелл отказался продолжать сезон, а Ривз был дисквалифицирован и потерял очки. Ривз выиграл 7 и из 10 гонок сезона, но эта дисквалификация и ещё два схода не позволили ему набрать достаточно очков, чтобы догнать более стабильного Штройера. У Пяйвяринты сезон также прошёл не очень удачно: он регулярно финишировал на подиуме, но выиграть ни одной гонки в том сезоне так и не смог, плюс сошёл в Брендс-Хэтче.
Штройер одержал всего две победы, причём одну — в Брендс-Хэтче, где стартовало всего девять пилотов, причём четверо из них сошли, включая Ривза и Пяйвяринту. Запас, созданный этими двумя победами и стабильностью в остальных заездах, позволил Штройеру удержать лидерство и опередить ставшего вице-чемпионом Тима Ривза всего на 5 очков.
В 2016 году Штройер и Коэртс выиграли Чемпионат Германии, но в целом результаты пилота начали снижаться. Штройер несколько раз поднимался на подиумы гонок, становился в чемпионате 4-м, но побед более не одерживал.
В 2020 году он должен был провести сезон с Илзе де Хаас, своей девушкой, в качестве пассажира, но ввиду пандемии чемпионат 2020 года был отменен. В 2021 году пассажиром Штройера стал Джероен Ремме. Из-за серьёзной аварии, произошедшей 9 апреля во время тренировочных заездов, Штройер вынужден был пропустить первую половину сезона.

## Результаты выступлений в Чемпионате мира по шоссейно-кольцевым гонкам на мотоциклах с колясками
| Легенда к таблице |                                                 |
| --- | ----------------------------------------------- |
| В таблице перечислены результаты всех этапов чемпионата мира, в которых принимал участие гонщик либо пассажир. Строками таблицы являются сезоны, столбцами все гонки этапов чемпионата мира, напарник и мотоцикл. В клетках указаны сокращённое название этапа и результат, клетка дополнительно обозначена цветом. Расшифровка обозначений и цветов представлена в нижеследующей таблице. |                                                 |
| \| Пример \| Описание \| \| ------------ \| ----------------------------------------------- \| \| 1 \| Победитель \| \| 2 \| Второе место \| \| 3 \| Третье место \| \| \| Финишировал в очковой зоне \| \| \| Финишировал вне очковой зоны \| \| НКЛ \| Не классифицирован \| \| Сход \| Не финишировал \| \| НКВ \| Не прошёл квалификацию \| \| НПКВ \| Не прошёл предварительную квалификацию \| \| ДСК \| Дисквалифицирован \| \| ИСК \| Исключён из протокола соревнований \| \| НС \| Не стартовал в гонке \| \| Т \| Травмирован или болен \| \| ОТК \| Отказ от участия \| \| НТР \| Прибыл на соревнования, но на трассу не выезжал \| \| НПР \| Не прибыл к началу соревнований \| \| НД \| Недопущен до старта \| \| О \| Гонка отменена \| \| НУ \| Не участвовал \| \| Поул-позиция \| \| \| Быстрый круг \| \| |                                                 |
| Пример | Описание                                        |
| 1 | Победитель                                      |
| 2 | Второе место                                    |
| 3 | Третье место                                    |
| | Финишировал в очковой зоне                      |
| | Финишировал вне очковой зоны                    |
| НКЛ | Не классифицирован                              |
| Сход | Не финишировал                                  |
| НКВ | Не прошёл квалификацию                          |
| НПКВ | Не прошёл предварительную квалификацию          |
| ДСК | Дисквалифицирован                               |
| ИСК | Исключён из протокола соревнований              |
| НС | Не стартовал в гонке                            |
| Т | Травмирован или болен                           |
| ОТК | Отказ от участия                                |
| НТР | Прибыл на соревнования, но на трассу не выезжал |
| НПР | Не прибыл к началу соревнований                 |
| НД | Недопущен до старта                             |
| О | Гонка отменена                                  |
| НУ | Не участвовал                                   |
| Поул-позиция |                                                 |
| Быстрый круг |                                                 |

| Год  | Пассажир       | Мотоцикл        | 1         | 2         | 3      | 4         | 5         | 6         | 7         | 8         | 9         | 10        | 11        | 12        | 13     | 14     | 15     | 16   | Место | Очки |
| ---- | -------------- | --------------- | --------- | --------- | ------ | --------- | --------- | --------- | --------- | --------- | --------- | --------- | --------- | --------- | ------ | ------ | ------ | ---- | ----- | ---- |
| 2009 | Кеес Эндевельд | LCR-Suzuki      | GER1      | GER2      | ESP    | SAC Сход  | CRO1 11   | CRO2 12   | FRA 16    |           |           |           |           |           |        |        |        |      | 20    | 9    |
| 2010 | Кеес Эндевельд | LCR-Suzuki      | LMN 9     | GER1 16   | GER2   | CRO1 10   | CRO2 7    | SAC       | FRA       |           |           |           |           |           |        |        |        |      | 14    | 22   |
| 2011 | Кеес Эндевельд | LCR-Suzuki      | GER1 13   | GER2 Сход | CRO1 5 | CRO2 Сход | SAC 9     | OSC1 8    | OSC2 6    | FRA 7     |           |           |           |           |        |        |        |      | 6     | 48   |
| 2012 | Кеес Эндевельд | LCR-Suzuki      | FRA 11    | HUN 8     | CRO1 9 | CRO2 9    | GER 7     | SCH1 10   | SCH2 Сход |           |           |           |           |           |        |        |        |      | 10    | 54   |
| 2012 | Фреек Дирксен  | LCR-Suzuki      |           |           |        |           |           |           |           | OSC1 11   | OSC2 Сход | FRA 9     |           |           |        |        |        |      | 10    | 54   |
| 2013 | Геерт Коэртс   | LCR-Suzuki      | ESP       | CRO1 6    | CRO2 5 | NED 5     | SAC 10    | OSC1 8    | OSC2 8    | SCH1 9    | SCH2 11   | FRA       |           |           |        |        |        |      | 8     | 66   |
| 2014 | Геерт Коэртс   | LCR-Suzuki      | ESP Сход  | GBR 7     | CRO1 2 | CRO2 Сход | NED1 3    | SAC 5     | NED2 4    | OSC1 4    | OSC1 3    | FRA 9     |           |           |        |        |        |      | 4     | 105  |
| 2015 | Геерт Коэртс   | LCR-Suzuki      | GBR 4     | FRA 3     | CRO1 3 | CRO2 3    | HUN1 4    | HUN2 3    | BRH 1     | NED 1     | OSC1 2    | OSC1 2    |           |           |        |        |        |      | 1     | 180  |
| 2016 | Геерт Коэртс   | LCR-Suzuki      | FRA 7     | CRO1 4    | CRO2 6 | HUN1 Сход | HUN2 5    | NED 4     | OSC1 5    | OSC1 4    | GBR 6     |           |           |           |        |        |        |      | 5     | 90   |
| 2017 | Кевин Руссо    | LCR-Honda       | FRA 3     | OSC1 4    | OSC1 4 | HUN1 4    | HUN2 4    | NED 4     | CRO1 4    | CRO2 4    |           |           |           |           |        |        |        |      | 4     | 107  |
| 2018 | Кевин Руссо    | LCR-Kawasaki    | FRA Сход  | SVK1 10   | SVK2 3 | SAC1 5    | SAC2 4    | HUN1 5    | HUN2 2    | NED 4     | CRO1 3    | CRO2 2    | OSC 3     |           |        |        |        |      | 4     | 142  |
| 2019 | Кевин Руссо    | LCR-Kawasaki    | FRA Сход  | HUN1 7    | HUN2 5 | OSC1 5    | OSC1 Сход | NED 5     | CRO1 Сход | CRO2 Сход | POR1 Сход | POR2      |           |           |        |        |        |      | 12    | 42   |
| 2021 | Джероен Ремме  | Adolf RS-Yamaha | FRA1      | FRA2      | HUN1   | HUN2      | GBR1      | GBR2      | NED1 ДСК  | NED2 Сход | CRO1 4    | CRO2 6    | OSC1 4    | OSC1 4    | POR1 2 | POR2 7 | POR3 7 |      | 7     | 105  |
| 2022 | Кевин Кёльш    | Adolf RS-Yamaha | FRA1 Сход | FRA2 Сход | NED1 5 | NED2 6    | BEL1 4    | BEL2 3    | HUN1 3    | HUN2 1    | CRO1 Сход | CRO2 Сход | GBR1 6    | GBR2 Сход | GER1 3 | GER2 4 | POR1   | POR2 | 7     | 130  |
| 2023 | Кевин Кёльш    | Adolf RS-Yamaha | GER1 5    | GER2 10   | BEL1 8 | BEL2 Сход | CZE1 8    | CZE2 Сход | AUT1 9    | AUT2 Сход | NED1 7    | NED2 6    | OSC1 Сход | OSC2 6    | POR1 6 | POR2 7 |        |      | 8     | 88   |
| 2024 | Кевин Кёльш    | Adolf RS-Yamaha | FRA1 8    | FRA2 4    | GER1 4 | GER2 Сход | CZE1 6    | CZE2 6    | NED1 4    | NED2 3    | OSC1 4    | OSC2 Сход | POR1 6    | POR2 5    |        |        |        |      | 6     | 117  |